# Jung Eun-chae
Jung Eun-chae (* 24. November 1986 als Jung Sol-mi in Busan) ist eine südkoreanische Schauspielerin.

## Leben
Jung Eun-chae gab ihr Schauspieldebüt 2010 in dem Thriller Haunters. Sie tritt unter dem Namen Jung Eun-chae anstelle ihres wirklichen Namens Jung Sol-mi auf wegen der Namensähnlichkeit zur Schauspielerin Park Sol-mi.
Jung wechselte in ihrer bisherigen Karriere zwischen Blockbustern (bspw. The Fatal Encounter, The King, The Great Battle) und Arthouse-Filmen (bspw. Haewon und die Männer, The Table, Ode to the Goose) hin und her. Den Durchbruch verschaffte ihr 2013 Haewon und die Männer von Hong Sang-soo.

## Filmografie

### Filme
- 2010: Haunters (초능력자 Choneungnyeokja)
- 2011: Play (플레이)
- 2012: Spring, Snow (봄, 눈)
- 2012: Horror Stories (무서운 이야기 Museoun Iyagi)
- 2013: Behind the Camera
- 2013: Haewon und die Männer (누구의 딸도 아닌 해원)
- 2014: The Fatal Encounter (역린 Yeongnin)
- 2014: Hill of Freedom (자유의 언덕 Jayu-ui Eondeok)
- 2017: The Table (더 테이블)
- 2017: The King (더 킹)
- 2018: The Great Battle (안시성 Ansiseong)
- 2018: Ode to the Goose (군산: 거위를 노래하다 Gunsan: Geowi-reul Noraehada)

### Fernsehserien
- 2011: Drama City: Crossing Yeongdo Bride (KBS2)
- 2011: My Bittersweet Life (우리집 여자들 Uri Jib Yeoja-deul, KBS)
- 2014: Dr. Frost (닥터 프로스트)
- 2018: Return (리턴)
- 2018: The Guest (손 the guest)
- seit 2022: Pachinko – Ein einfaches Leben

### Musikvideos
- 2011: 가슴 시린 이야기 Gaseum Sirin Iyagi von Wheesung
- 2012: 바람기억 Baram Gieok von Naul
- 2013: Just Smile Like That von Kwon Sun-kwan
- 2013: Sweet Love Virus von Wonhyoro 1-Ga 13-25
- 2018: 멀리 걸어가 Meolli Georeoga von Lee Moon-sae

## Diskografie
- 2013: 정은채 (Jung Eun-chae, EP)

## Auszeichnungen
Asia Model Festival Award
- 2011: Auszeichnung in der Kategorie Werbemodel[5]

Jeonju International Film Festival
- 2013: Moët Rising Star Award für Haewon und die Männer[6]

Buil Film Award
- 2013: Auszeichnung in der Kategorie Beste Neue Schauspielerin für Haewon und die Männer[7]

Busan Film Critics Awards
- 2013: Auszeichnung in der Kategorie Beste Neue Schauspielerin für Haewon und die Männer

Korean Association of Film Critics Awards
- 2013: Auszeichnung in der Kategorie Beste Neue Schauspielerin für Haewon und die Männer[8]

KOFRA Film Awards
- 2014: Auszeichnung in der Kategorie Beste Neue Schauspielerin für Haewon und die Männer[9]

Wildflower Film Awards
- 2014: Auszeichnung in der Kategorie Beste Darstellerin für Haewon und die Männer[10]